# La Ville-aux-Dames
La Ville-aux-Dames är en kommun i departementet Indre-et-Loire i regionen Centre-Val de Loire i de centrala delarna av Frankrike. Kommunen ligger i kantonen Montlouis-sur-Loire som tillhör arrondissementet Tours. År 2022 hade La Ville-aux-Dames 5 575 invånare.

## Befolkningsutveckling
Antalet invånare i kommunen La Ville-aux-Dames
Referens:INSEE